# 선더베이 국제공항
선더베이 국제공항(Thunder Bay International Airport, IATA: YQT, ICAO: CYQT)은  캐나다 온타리오주 선더베이에 있는 국제공항이다.